# Parigi-Roubaix 1954
La Parigi-Roubaix 1954, cinquantaduesima edizione della corsa, fu disputata l'11 aprile 1954, per un percorso totale di 246 km. Fu vinta dal belga Raymond Impanis, giunto al traguardo con il tempo di 6h54'43" alla media di 35,590 km/h davanti ai connazionali Stan Ockers e Marcel Rijckaert.
I ciclisti che tagliarono il traguardo a Roubaix furono 112.

## Ordine d'arrivo (Top 10)
| Pos. | Corridore        | Squadra              | Tempo    |
| ---- | ---------------- | -------------------- | -------- |
| 1    | Raymond Impanis  | Mercier-Hutchinson   | 6h54'43" |
| 2    | Stan Ockers      | Peugeot-Dunlop       | a 6"     |
| 3    | Marcel Rijckaert | Mercier-Hutchinson   | s.t.     |
| 4    | Ferdinand Kübler | Tebag                | s.t.     |
| 5    | Serge Blusson    | Stella-Wolber-Dunlop | s.t.     |
| 6    | Raoul Rémy       | Mercier-Hutchinson   | s.t.     |
| 7    | Marcel de Mulder | Terrot-Hutchinson    | s.t.     |
| 8    | Germain Derijcke | Alcyon-Dunlop        | s.t.     |
| 9    | Henri Surbatis   | Rochet               | s.t.     |
| 10   | Roger Decock     | Bertin               | s.t.     |